# Thời gian Planck
Thời gian Planck, {\displaystyle t_{P}}, là một đơn vị đo lường trong hệ thống đo lường Planck. Về mặt lý thuyết, nó tượng trưng cho một đơn vị thời gian nhỏ nhất mà người ta có thể tưởng tượng được.

## Định nghĩa
Thời gian Planck {\displaystyle t_{P}} được định nghĩa như sau:
{\displaystyle t_{P}={\sqrt {\frac {\hbar G}{c^{5}}}}},
trong đó:
- {\displaystyle \hbar } là hằng số Planck đơn giản
- {\displaystyle G} là hằng số hấp dẫn
- {\displaystyle c} là vận tốc ánh sáng trong chân không.

Trong hệ thống đo lường quốc tế SI:
{\displaystyle t_{P}=5,391\ 21\times 10^{-44}} s,
với sai số tương đối bằng 7,5×10−5.

## Diễn giải
Thời gian Planck là thời gian cần thiết để một quang tử vượt được một khoảng cách bằng độ dài Planck trong chân không với vận tốc ánh sáng. Đó là một đơn vị thời gian nhỏ nhất có được một ý nghĩa vật lý dựa theo những lý thuyết vật lý hiện đại.